# Josiane Bost
Josiane Bost (Tournus, 7 d'abril de 1956) fou una ciclista francesa. Va combinar tant la carretera com la pista. Del seu palmarès destaca el Campionat del Món en ruta de 1977.

## Palmarès en ruta
- 1977
  -  Campiona del món en ruta

## Palmarès en pista
- 1977
  -  Campiona de França en Persecució
  -  Campiona de França en Velocitat
- 1978
  -  Campiona de França en Persecució